# Вітаміни групи B
Вітаміни групи B, «вітаміни B», «В-комплекс» та ін. — вітаміни, розчинні у воді. Зазвичай розглядаються в комплексі (раніше вважалося, що це один вітамін, а не група). Отримали свою збірну назву тому, що в природних продуктах завжди існують разом. Спільно вітаміни групи B виконують головну функцію — участь у тканинному диханні та виробленні енергії, відіграють важливу роль у підтримці як ментального, так і емоційного здоров'я.
Вітаміни групи B, за винятком ціанокобаламіну, не можна накопичити в організмі, тому їх слід поповнювати щодня. Всі ці вітаміни руйнуються алкоголем, рафінованими цукрами, кофеїном і токсинами з сигарет,  тому багато людей відчувають дефіцит вітамінів  — «авітаміноз».

## Список вітамінів з групи B
- Вітамін В1 (тіамін)
- Вітамін В2 (рибофлавін)
- Вітамін В3 (ніацин)
- Вітамін В5 (пантотенова кислота)
- Вітамін В6 (піридоксин, піридоксаль)
- Вітамін B7 (біотин)
- Вітамін В8 (інозитол) більше не класифікується як вітамін, оскільки він синтезується в організмі
- Вітамін В9 (фолієва кислота)
- Вітамін В12 (ціанокобаламін)

інші:
- холін, аденін як вітамін B4
- аденозин як вітамін B8
- параамінбензойна кислота, як вітамін B10
- оротова кислота як вітамін B13
- пангамова кислота як вітамін В15
- амігдалін як вітамін B17